# Ђардино (Пистоја)
Ђардино је насеље у Италији у округу Пистоја, региону Тоскана.
Према процени из 2011. у насељу је живело 11 становника. Насеље се налази на надморској висини од 17 м.